# 空母打撃群

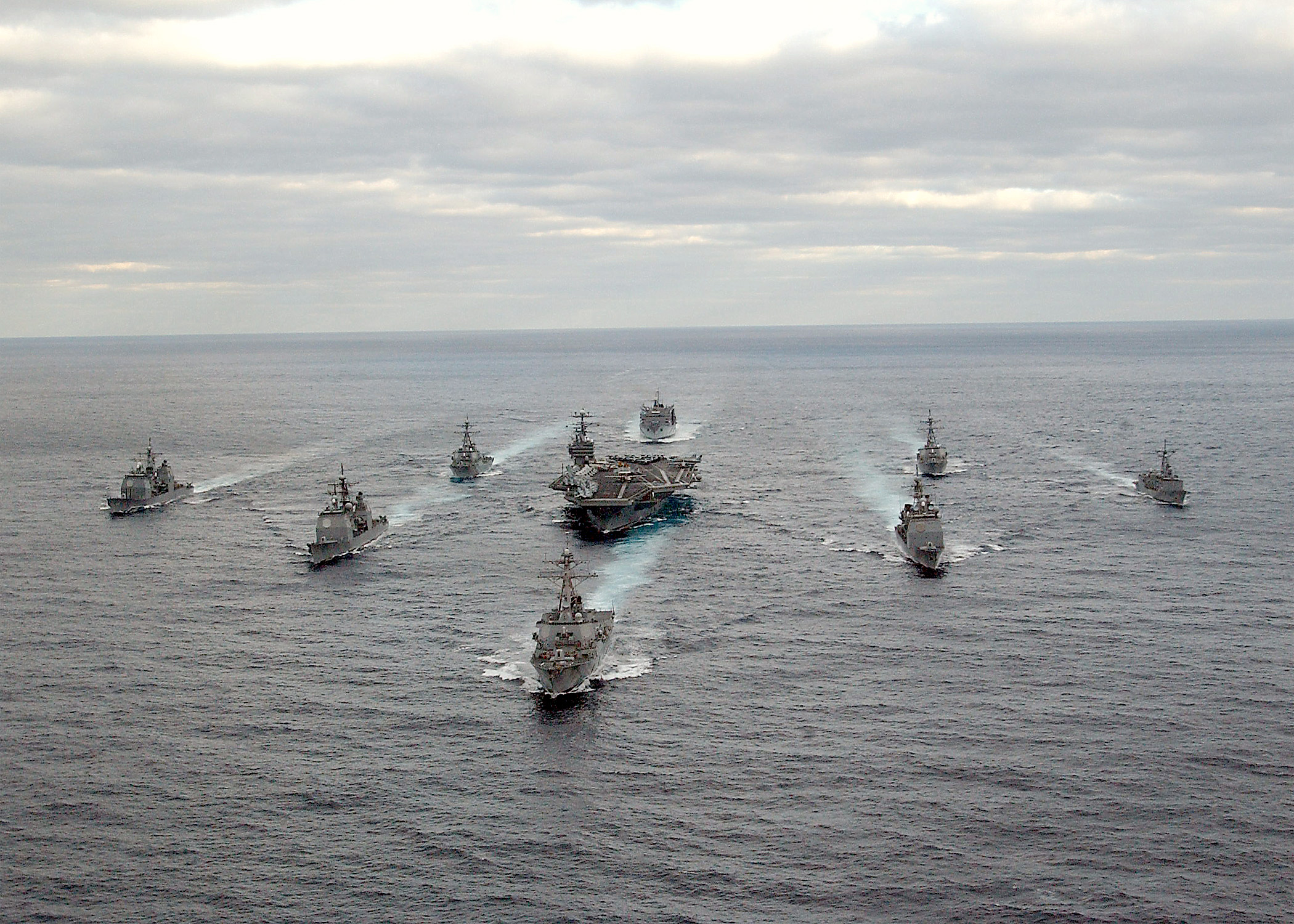
「ジョージ・ワシントン」CVBG（2003年）

空母打撃群（くうぼだげきぐん、英語: Carrier strike group, CSG）は、航空母艦（空母）を中核とする機動部隊の戦術単位の一つ。アメリカ海軍では、従来は空母戦闘群 (CVBG) と称されていたが、2004年10月1日より改称した。
イギリス海軍も、「クイーン・エリザベス」を中核とする機動部隊を西太平洋に派遣するにあたっては、同様の部隊名 (CSG21) を採用した。またその他にも、中国などが空母を中核とする機動部隊を編成した場合にも、公式または非公式に空母打撃群と称される場合がある。

## アメリカ海軍

### 来歴（アメリカ海軍）
アメリカ海軍は、当初は艦の整備や要員の練成など後方での練度管理を重視して、航空機、水上艦、潜水艦というプラットフォーム別の「タイプ編成」を行っていた。空母についても同様で、1930年より空母戦隊（Carrier division）が編成された。このような建制とは別に、実際の戦闘に臨む際には複数艦種を適宜に連携させる必要があることから、太平洋戦争が始まると真珠湾攻撃時に難を逃れた航空母艦を中核として、巡洋艦や駆逐艦を護衛とした空母任務部隊（Carrier task force, CTF）が編成された。
1970年代に入ると、まず建制としての航空戦隊が空母群（Carrier group）に改編された。そして1974年にホロウェイ大将が海軍作戦部長に就任すると、より抜本的な改編の一環として、事態対処を重視した「任務編成」への移行が進められることになり、1977年には戦闘部隊（Battle force）および戦闘群（Battle group）の編制が導入された。これはいわば空母任務部隊の常設化であり、それぞれのナンバー艦隊に配属された戦闘艦はその艦隊の戦闘部隊に所属し、そしてそれぞれの戦闘部隊は空母1隻を中核とする戦闘群に細分化されることとなった。
これらの空母戦闘群（Carrier battle group, CVBG）は、空母機動部隊の最小単位として常時洋上に複数展開し、「制海」および「対地戦力投射」というアメリカ海軍の2大任務を遂行し続けてきた。
その後、冷戦終結後の戦略環境の変化に伴い、特に対地戦力投射が重視されるようになったことを反映して、2004年10月1日より空母打撃群（CSG）と改称された。

### 指揮系統（アメリカ海軍）
CSGの司令官としては、通常、艦艇または航空職域の下級少将（准将相当: Rear admiral lower half, RDML）が任ずる。その直属の部下として、空母艦長、空母航空団司令、駆逐隊司令、またグループに割り当てられた各艦の艦長がいる。このため、CSGの司令官は、単艦レベルの訓練から複数の部隊にまたがる訓練および割り当てられた艦・部隊の即応性、更には管理面や補給品にも責任を有している。CSG司令官は空母艦上のTFCCを司令部とし、複合戦指揮官（CWC）としてCSG全体を指揮する。
CSG司令官に対する作戦上の指揮権は固定されたものではなく、各時点でCSGが所在する海域を担任する艦隊司令官の指揮下に入る。例えば第7艦隊では、横須賀海軍施設を母港とする「ジョージ・ワシントン」を中核としてCSG 5 (Carrier Strike Group 5) を編成するが、その司令官は、同艦隊の戦闘部隊（CTF 70）の司令官を兼任する。ただし2010年代後半には、本来なら東太平洋を管轄する第3艦隊が指揮するCSGが、第7艦隊に編入されないままで西太平洋やインド洋に展開する「サード・フリート・フォワード」も行われるようになっている。
一方、管理上の指揮権は、それぞれの兵力について上級指揮官が存在する。例えば空母および空母航空団は太平洋・大西洋それぞれの艦隊航空司令官 (COMNAVAIRFOR) 、水上戦闘艦は太平洋・大西洋それぞれの艦隊水上司令官（COMNAVSURF）の管理下にある。

### 編成（アメリカ海軍）

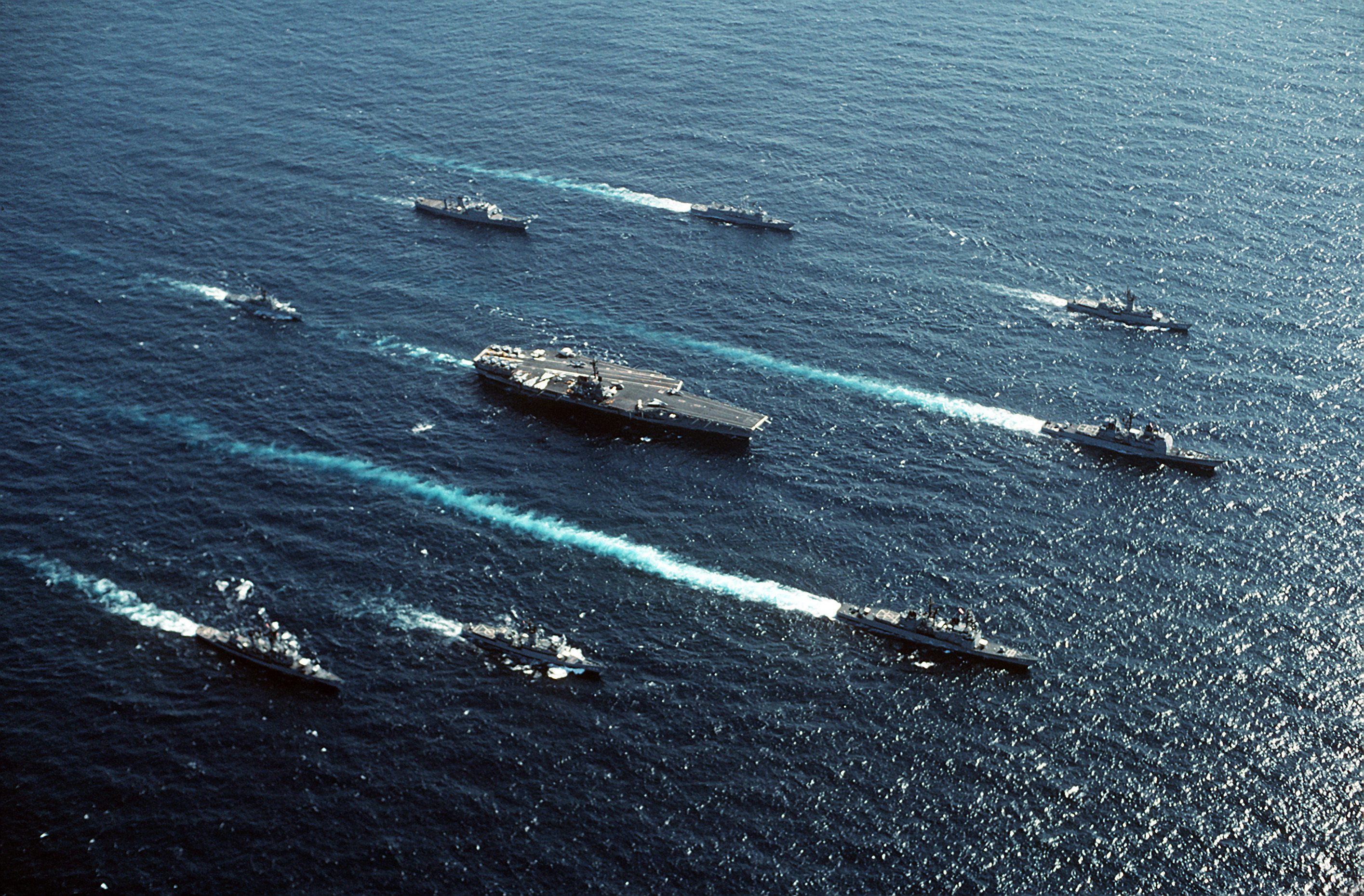
「フォレスタル」CVBG（1989年）

CVBGは、空母およびその航空団、護衛艦およびその搭載武器システムにより、対空・対地・対水上および対潜のいずれの分野においても優れた戦闘能力を備えている。またこれらを各艦に分散するとともに自衛能力を備えることによる生残性、編成内に補給艦を含むことによる持続力、自ら洋上を機動するという機動力に加えて、空母の充実した旗艦能力に支えられた指揮・統制および情報戦能力にも優れている。
CVBG・CSGは、標準的には空母とその航空団のほか下記のような艦艇により編成される。
湾岸戦争期
- 航空母艦[注 5]（CVA/CVN）×1隻
- ミサイル巡洋艦（CG/CGN）×1-3隻
- スプルーアンス級（DD）×2隻
- ノックス級（FF）またはオリバー・ハザード・ペリー級（FFG）×1-2隻
- 補給艦または給油艦（AOE、AORまたはAO）×1隻
- 給兵艦（AE）×1隻

イラク戦争期
- キティホーク級（CV）またはニミッツ級（CVN）×1隻
- タイコンデロガ級（CG）×2隻
- アーレイ・バーク級（DDG）×1隻
- スプルーアンス級（DD）×1隻
- オリバー・ハザード・ペリー級（FFG）×1隻
- ロサンゼルス級（SSN）×1隻
- 補給艦（T-AOE）×1隻

2010年代
- ニミッツ級（CVN）×1隻
- タイコンデロガ級（CG）×1隻以上
- アーレイ・バーク級（DDG）×2隻以上

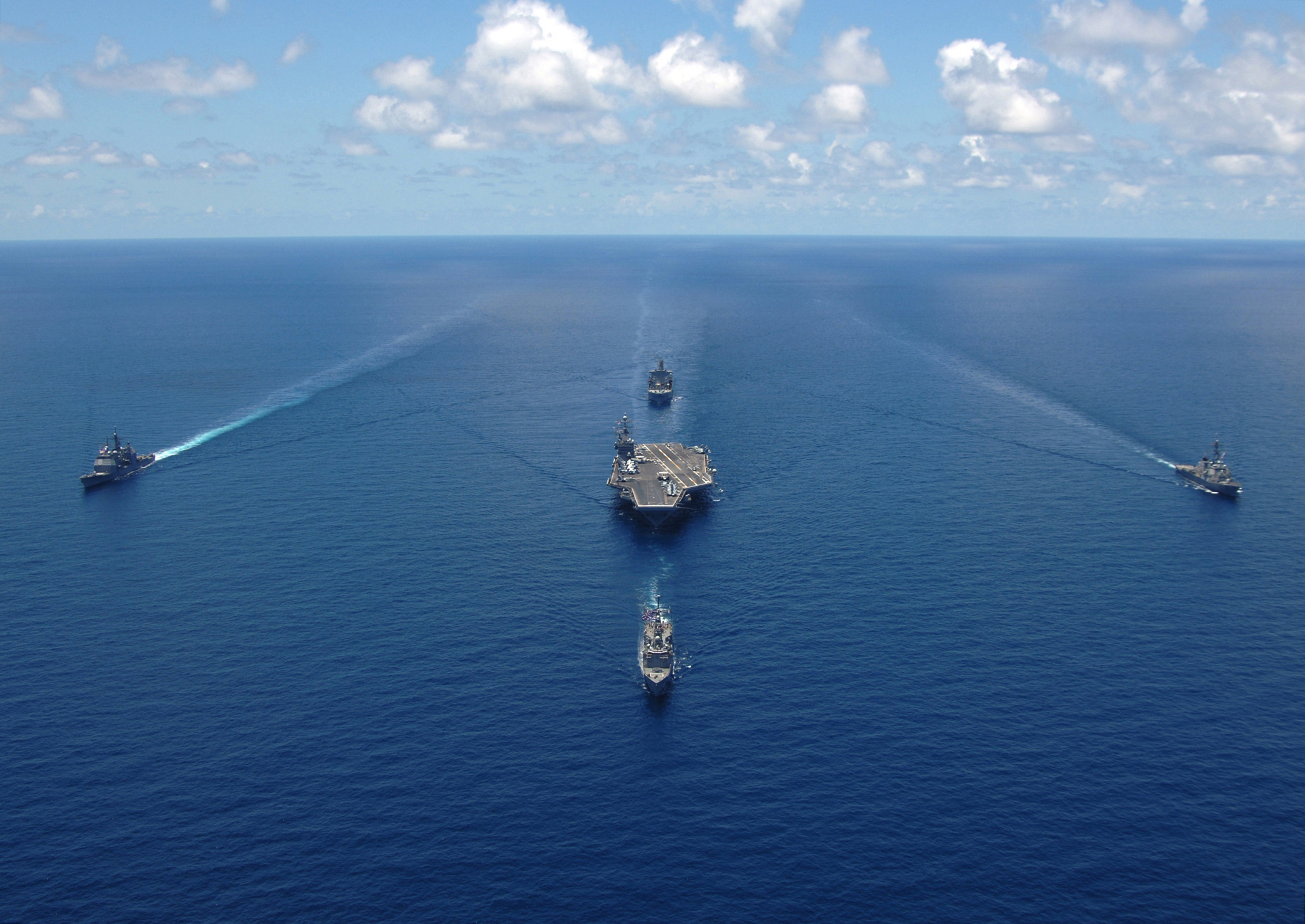
「ジョージ・ワシントン」CSG（2006年）

- ロサンゼルス級またはバージニア級（SSN）×1-2隻
- 補給艦（T-AOE）×1隻

ただし特に制約があるわけではなく、展開している間に予想される脅威、役割及び任務に基づき柔軟に決定されており、「CSGに正しい定義などはない」ともいわれる。例えば同じ2017年に編成されたCSGでも、2月に地中海でISILに対する軍事作戦（生来の決意作戦）に従事していた「ブッシュ」CSGは、水上戦闘艦としてCG×2隻とDDG×2隻を擁していたのに対し、7月にベンガル湾で海上自衛隊・インド海軍とともにマラバール演習に参加した「ニミッツ」CSGは、CGを1隻とする一方でDDGは4隻もついていた。
なおアメリカ海軍では、艦の整備や要員の練成を担当する「フォース・プロバイダー」（練度管理責任者）と、そこから差し出された艦を使って任務群を編成する「フォースユーザー」（事態対処責任者）の区別がはっきりしている。CSGを構成する艦はそれぞれ練成や整備のサイクルが異なるため、空母が同じでも、その艦を中核とするCSGの顔ぶれが常に同じということにはならない。航空団も同様で、本土にいる機種別のタイプ航空団がフォース・プロバイダーとなり、隷下の飛行隊を空母航空団に差し出すようになっている。また空母が炉心交換 (RCOH) など大規模整備に入って長期間行動不能になった場合には、空母航空団は別の空母に乗り換えることになっており、空母と搭載機の組み合わせも不変のものではない。
1990年代以降、アメリカ海軍CVBG・CSGの展開スケジュールはおおむね固定されており、6－8か月の展開とほぼ16か月間の整備・改修・休養・訓練、およそ12か月間の即応待機状態を、おおむね36か月のサイクルで繰り返していた。このスケジュールにより、2013年以降、空母は1年のうち22－25パーセントのあいだ洋上展開するという稼働率になっていた。ただし2018年からは、マティス国防長官（当時）が提唱する動的戦力運用（Dynamic Force Employment）構想に従い、短期間の展開を短い間隔で行うように変化した。

## イギリス海軍

### 来歴（イギリス海軍）
イギリス海軍のCSG構想の端緒は、1998年にブレア政権が発表した戦略国防概観 (SDR) にまで遡る。当時、ヨーロッパでの大規模戦争の可能性は低減した一方、その周辺地域での戦争以外の軍事作戦（MOOTW）の必要性が増大していたことから、世界規模で柔軟な戦力投射を実現できる航空母艦が重視されることとなった。同年の砂漠の狐作戦の際にペルシア湾湾岸諸国からの領空通過や基地使用を拒否されて作戦が制約されたことも教訓となり、イギリス海軍では「空母が可能とする戦力投射（CEPP）」という概念を打ち出した。これは艦上戦闘機による古典的な戦力投射を中核としつつ、対潜哨戒や早期警戒任務、更には水陸両用作戦や人道支援など多様な任務に対応するもので、伝統的な空母というより、ヘリコプターに加えてF-35B戦闘機も搭載する近年のアメリカ海軍の強襲揚陸艦の構想に相当近いものであるとも評されている。

### 構成（イギリス海軍）
2006年–2011年
- インヴィンシブル級航空母艦×1隻
- 42型駆逐艦×1-2隻
- 23型フリゲート×2-3隻
- フォート・ヴィクトリア級補給艦×1隻

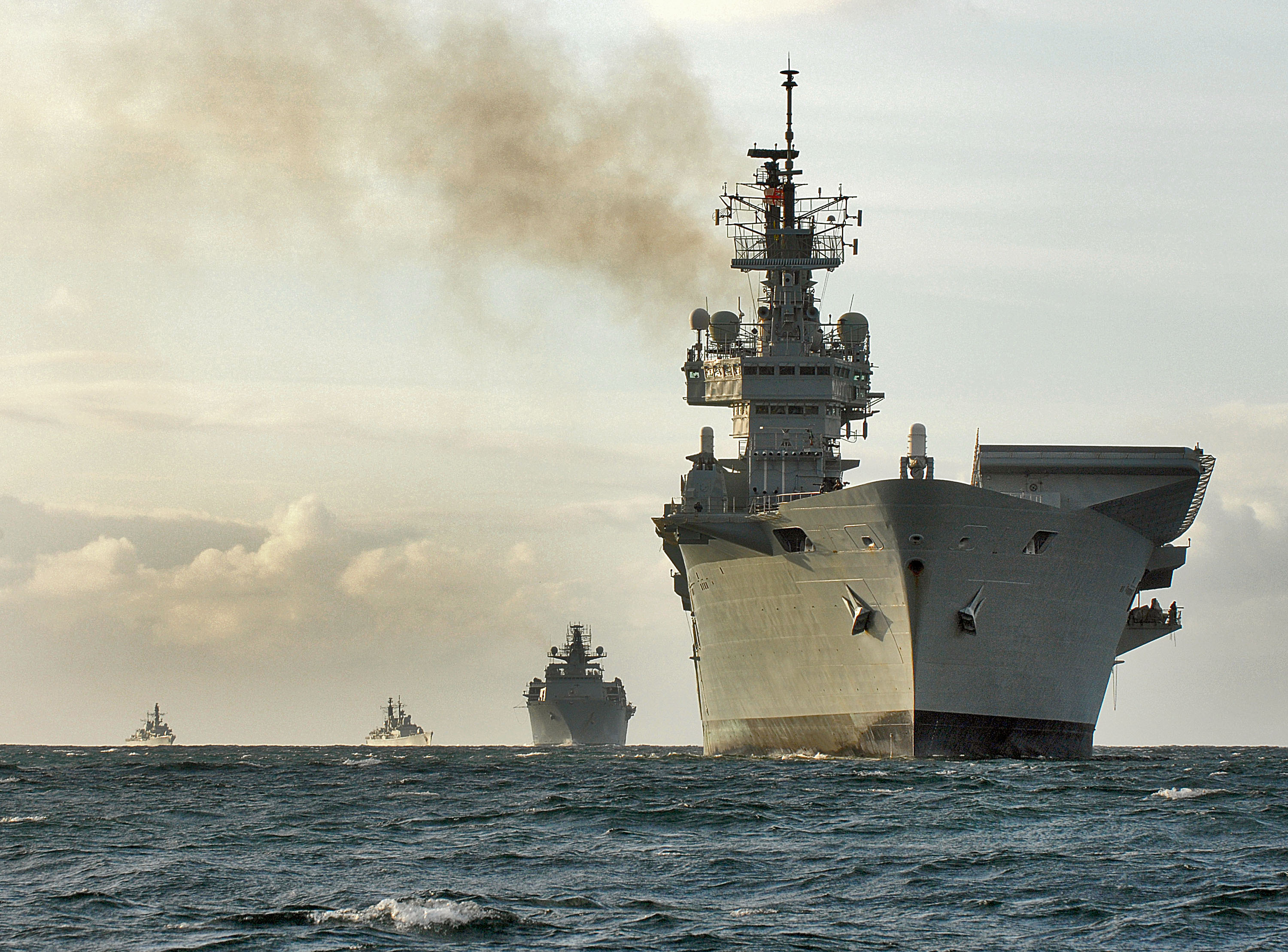
合同演習中の「アーク・ロイヤル」部隊(2008年)

トラファルガー級原子力潜水艦を同行させる事もあった。
2021年

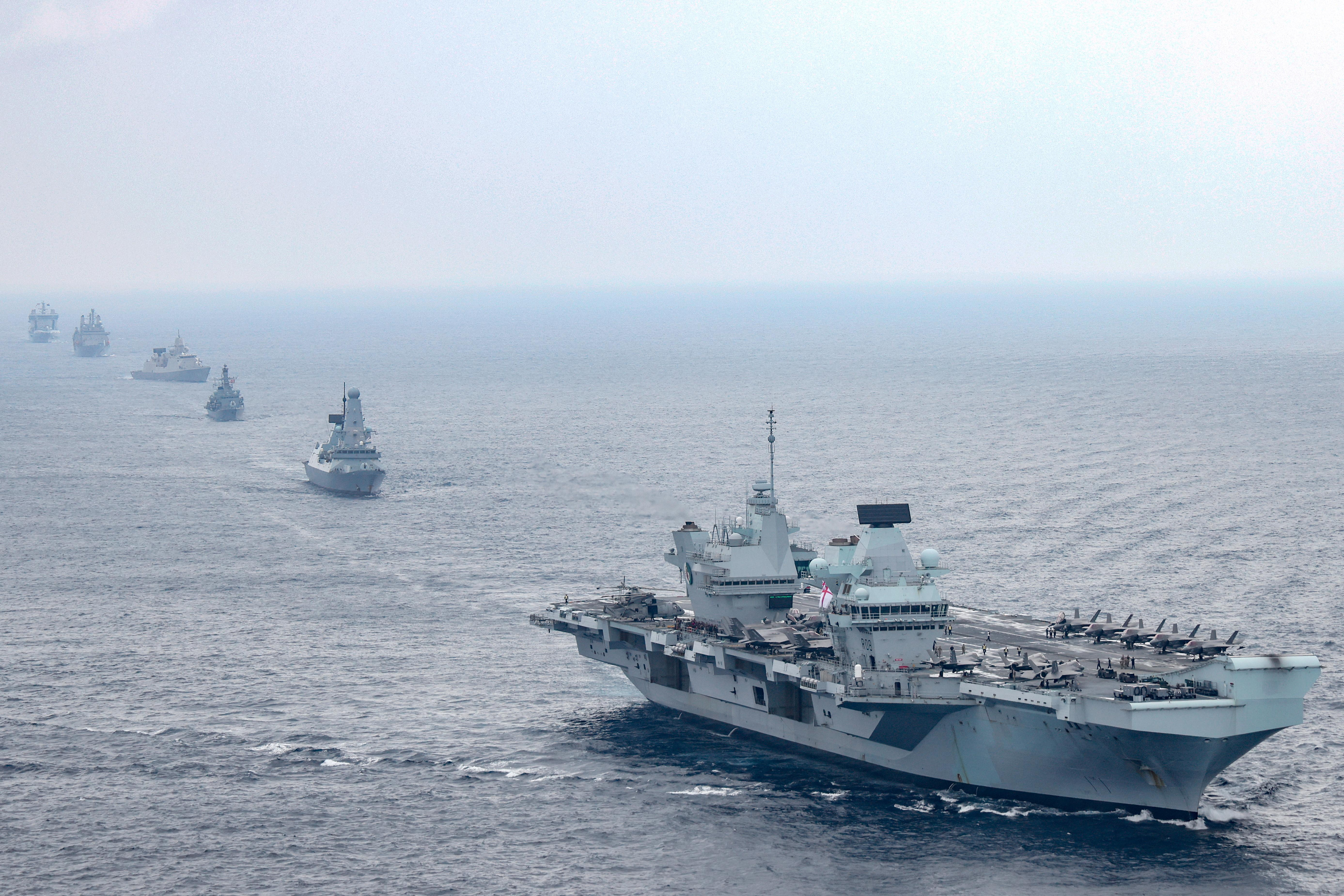
「クイーン・エリザベス」CSG（2021年）

2021年に空母「クイーン・エリザベス」が太平洋にむけて初の実戦展開を実施するにあたり、同艦を中核とする空母打撃群としてCSG21 (United Kingdom Carrier Strike Group 21) が編成された。
編成は搭載機や護衛艦を含めて多軍種・多国籍の部隊となっている。
- クイーン・エリザベス級航空母艦「クイーン・エリザベス」
  - イギリス空軍第617飛行隊「ダムバスターズ」（RAF 617SQ）：F-35B×8
  - アメリカ海兵隊第211海兵戦闘攻撃飛行隊 (VMFA-211) ：F-35B×10
  - イギリス海軍820海軍航空隊 (820 NAS) ：マーリン Mk.2/Mk.2 クロウズネスト×4/3

- 45型駆逐艦「ダイヤモンド」「ディフェンダー」
- 23型フリゲート「リッチモンド」「ケント」
  - イギリス海軍815海軍航空隊 (815 NAS) ：ワイルドキャット HMA.2×4（各艦に1機ずつ）
- アーレイ・バーク級ミサイル駆逐艦「ザ・サリヴァンズ」
- デ・ゼーヴェン・プロヴィンシェン級フリゲート「エヴァーツェン」
- アスチュート級原子力潜水艦「アートフル」

- タイド型給油艦「タイドスプリング」
- フォート・ヴィクトリア級補給艦「フォート・ヴィクトリア」
  - イギリス海軍845海軍航空隊 (845 NAS) ：マーリン HM.4×3

2025年（オペレーション・ハイマスト）
2024年4月11日、イギリス国防省は2025年に空母打撃群を東アジア地域へ派遣し日本へ寄港させると発表。CSG25 (United Kingdom Carrier Strike Group 25) が編成され、2025年4月22日にポーツマス海軍基地より出航。夏頃に日本などに来航する予定。
編成は前回同様に多軍種・多国籍の部隊となっている。
- クイーン・エリザベス級航空母艦「プリンス・オブ・ウェールズ」
  - イギリス空軍第617飛行隊「ダムバスターズ」（RAF 617SQ）：F-35B
  - イギリス海軍第809海軍飛行隊「ザ・イモータルズ」：F-35B
  - イギリス海軍第815海軍飛行隊：ワイルドキャットHMA.2
  - イギリス海軍第820海軍飛行隊：マリーンMk.2クロウズネスト
  - イギリス海軍第845海軍飛行隊：マリーンHC.4
- 45型駆逐艦「ドーントレス」
- 23型フリゲート「リッチモンド」
- フリチョフ・ナンセン級フリゲート「ロアール・アムンセン」
- アルバロ・デ・バサン級フリゲート「メンデス・ヌニェス」
- カレル・ドールマン級フリゲート「バルトロメウ・ディアス」
- ハリファックス級フリゲート「ヴィル・ド・ケベック」
- アスチュート級原子力潜水艦「アスチュート」

- タイド型給油艦「タイドスプリング」「タイドフォース」
- 給油艦「モード（英語版）」